# Perris Benegas
Perris Benegas (Reno, 22 luglio 1995) è una ciclista di BMX statunitense, specializzata nella BMX freestyle.

## Biografia
È apertamente lesbica. Prima di dedicarsi al ciclismo, ha praticato il muay thai.
Si è laureata campionessa iridata nella BMX freestyle a Chengdu 2018, precedendo sul podio le connazionali Angie Marino e Hannah Roberts. Ha poi rappresentato gli Stati Uniti ai Giochi olimpici estivi di Tokyo 2020, dove ha concluso al 4º posto nella BMX freestyle.
Nel giugno 2023 ha subito un infortunio al legamento crociato anteriore del ginocchio, che ha richiesto un intervento chirurgico, costringendola ad allontanarsi dalle gare sino al maggio 2024. 
Ha fatto la sua seconda apparizione olimpica a Parigi 2024, in cui ha vinto la medaglia d'argento nella BMX freestyle, dietro alla cinese Deng Yawen.

## Palmarès

### Giochi olimpici
| Evento      | Freestyle |
| ----------- | --------- |
| Tokyo 2020  | 4ª        |
| Parigi 2024 | Argento   |

### Campionati del mondo di ciclismo urbano
| Evento           | Freestyle |
| ---------------- | --------- |
| Chengdu 2018     | Oro       |
| Chengdu 2019     | 8ª        |
| Montpellier 2021 | 4ª        |
| Abu Dhabi 2022   | 7ª        |

### Coppa del mondo di BMX freestyle
| Stagione | Tappa 1 | Tappa 2 | Tappa 3 | Tappa 4 | Totale | Totale    |
| Stagione | Tappa 1 | Tappa 2 | Tappa 3 | Tappa 4 | Punti  | Posizione |
| -------- | ------- | ------- | ------- | ------- | ------ | --------- |
| 2022     | —       | Argento | 4ª      | N.D.    | 1670   | 5ª        |
| 2023     | Bronzo  | 4ª      | —       | —       | 1590   | 5ª        |